# Flavio Campos Ferreira
Flávio Campos Ferreira  (Central de Minas, 25 de fevereiro de 1971), mais conhecido como Dr Flávio, é um político e médico brasileiro, filiado ao Partido Liberal (PL).